# Aeroportul Municipal Elliot Lake
Aeroportul Municipal Elliot Lake (IATA: YEL, ICAO: CYEL) este un aeroport din Ontario, Canada. Aeroportul a fost tranzitat în 2016 de 0 pasageri.
Situat la o altitudine de 331 m, aeroportul dispune de o singură pistă.